# 111 Eighth Avenue

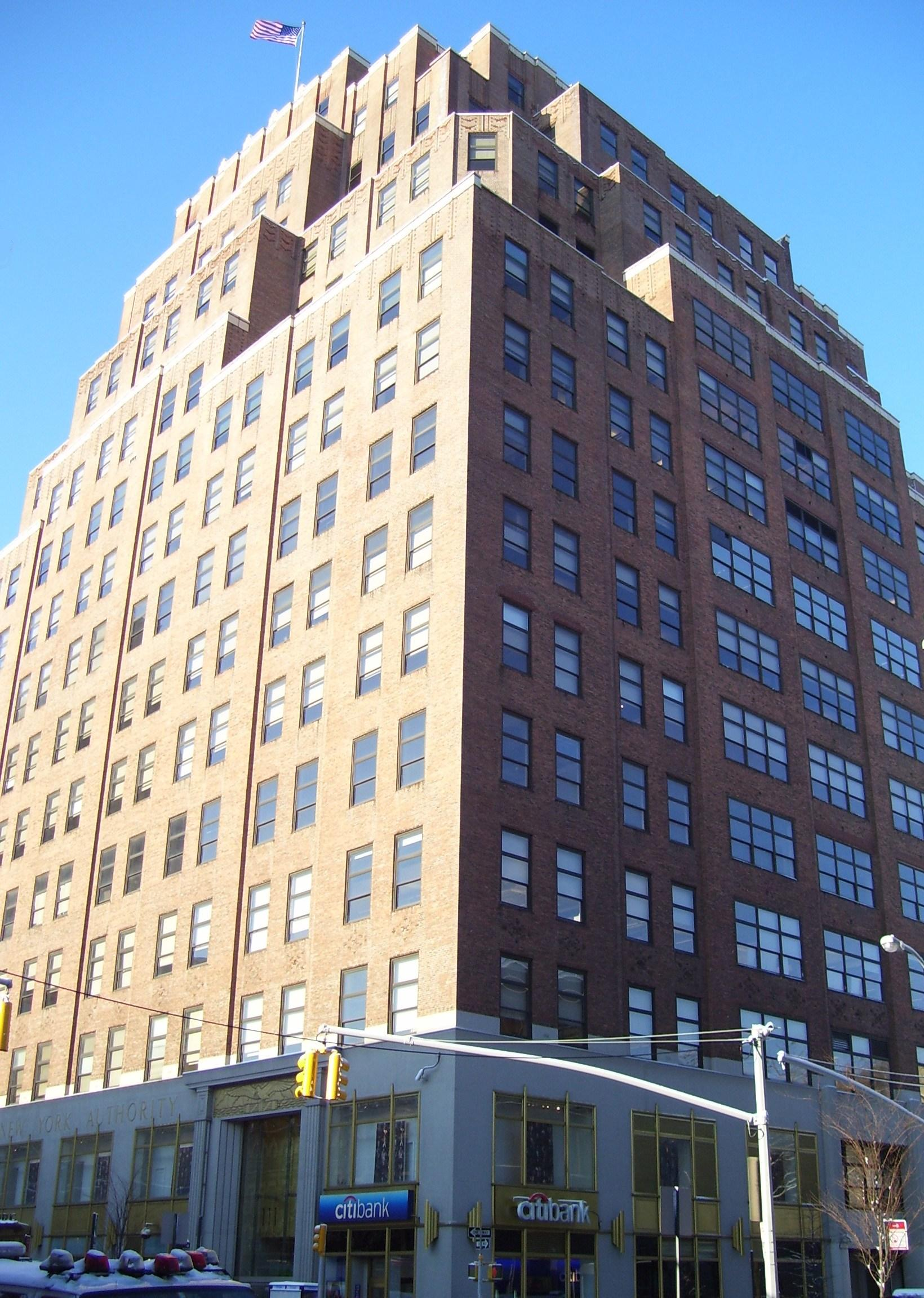

111 Eighth Avenue는 뉴욕 맨해튼 첼시 인근에 있는 아르데코 양식의 다용도 건물이다. 현재 구글 빌딩(Google Building)으로도 알려져 있으며 이전에는 유니언 아일랜드 터미널 #1(Union Inland Terminal #1) 및 포트 오소리티 빌딩(Port Authority Building)으로도 알려졌다. 15층 높이에 전체 도시 블록을 차지하는 이 건물은 엠파이어 스테이트 빌딩보다 큰 290만 평방피트(270,000m2)의 바닥 공간을 가지고 있다.
뉴욕 항만청은 1930년 지역 주민들의 항의에 맞서 건물 부지의 토지를 매입하기 시작했다. 1932년에 완공되어 허드슨 강 부두의 내륙 터미널과 창고 및 산업 시설로 사용되었다. 맨해튼의 산업 활동이 쇠퇴하면서 1970년대에 점유율이 50%로 떨어졌고 항만청은 1973년에 세계 무역 센터로 이전했다. 1990년대에 이 건물은 기술 및 통신 부문의 임차인을 유치하기 시작했다. 2010년에 이 건물은 구글에서 18억 달러에 구입했으며 구글은 가장 큰 임차인이 되었다. 구글의 존재는 다른 기술 회사를 첼시(Chelsea)로 유치하는 데 도움이 되었으며 이웃 지역의 지속적인 고급화에 기여했다. 구글 외에도 이 건물에는 암치료센터와 블랙박스 극장도 있다.